# Ramaria avellaneovertex
Ramaria avellaneovertex är en svampart som beskrevs av R.H. Petersen 1988. Ramaria avellaneovertex ingår i släktet Ramaria och familjen Gomphaceae.   Inga underarter finns listade i Catalogue of Life.